# Nemesia santeugenia
Nemesia santeugenia är en spindelart som beskrevs av Decae 2005. Nemesia santeugenia ingår i släktet Nemesia och familjen Nemesiidae. Inga underarter finns listade i Catalogue of Life.